# EuroAtlantic Airways

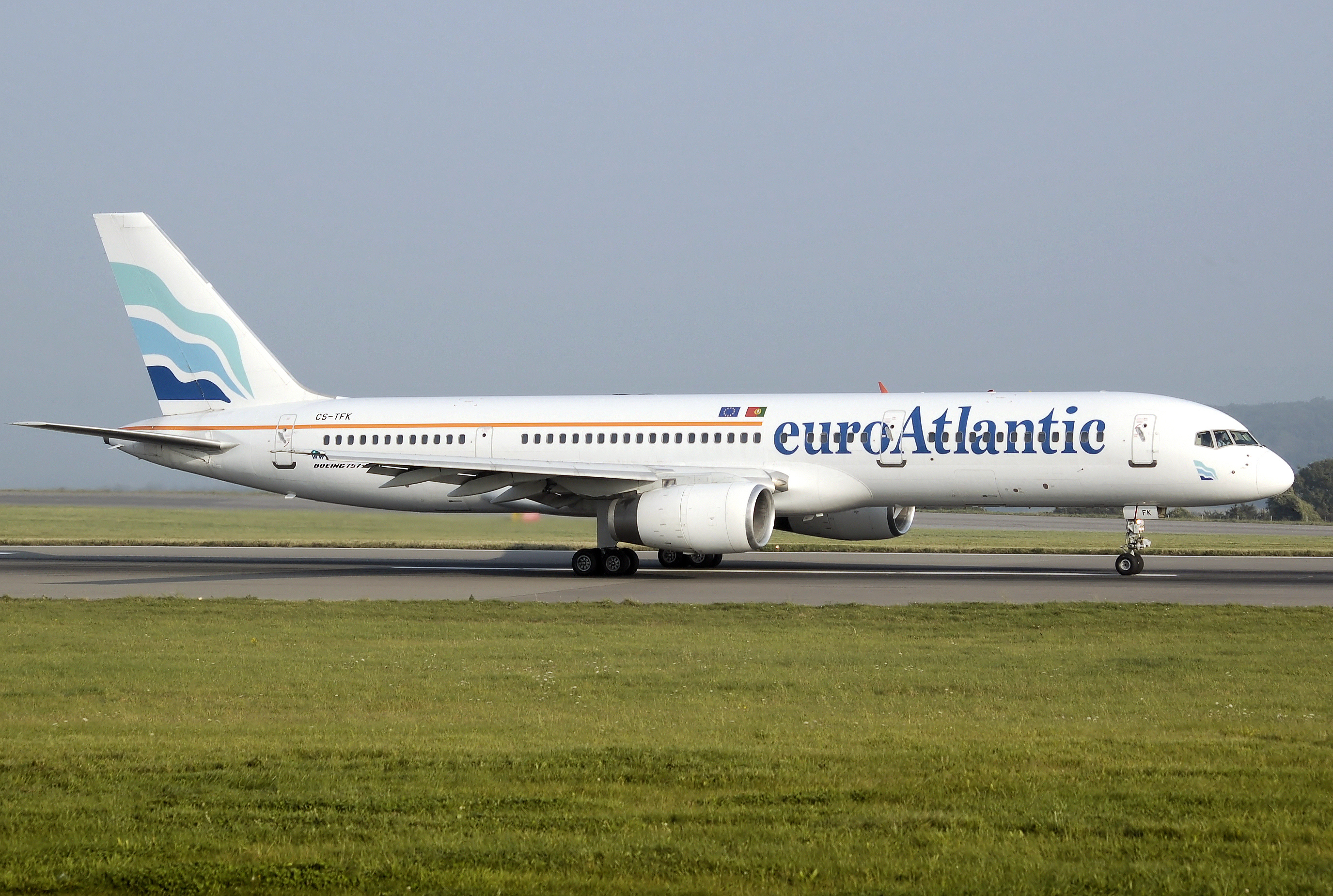
Boeing 757—200 авиакомпании EuroAtlantic Airways на взлёте из Международного аэропорта Бристоль, Англия, 2008 год

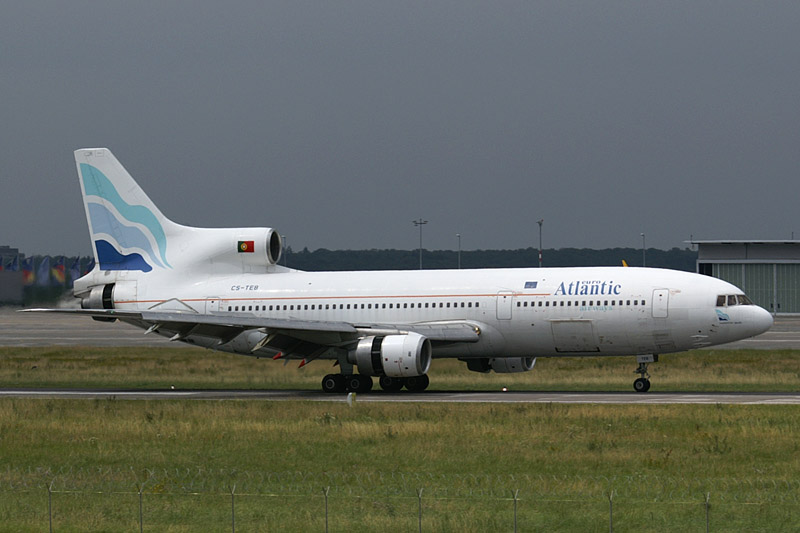
Lockheed L-1011 авиакомпании EuroAtlantic Airways

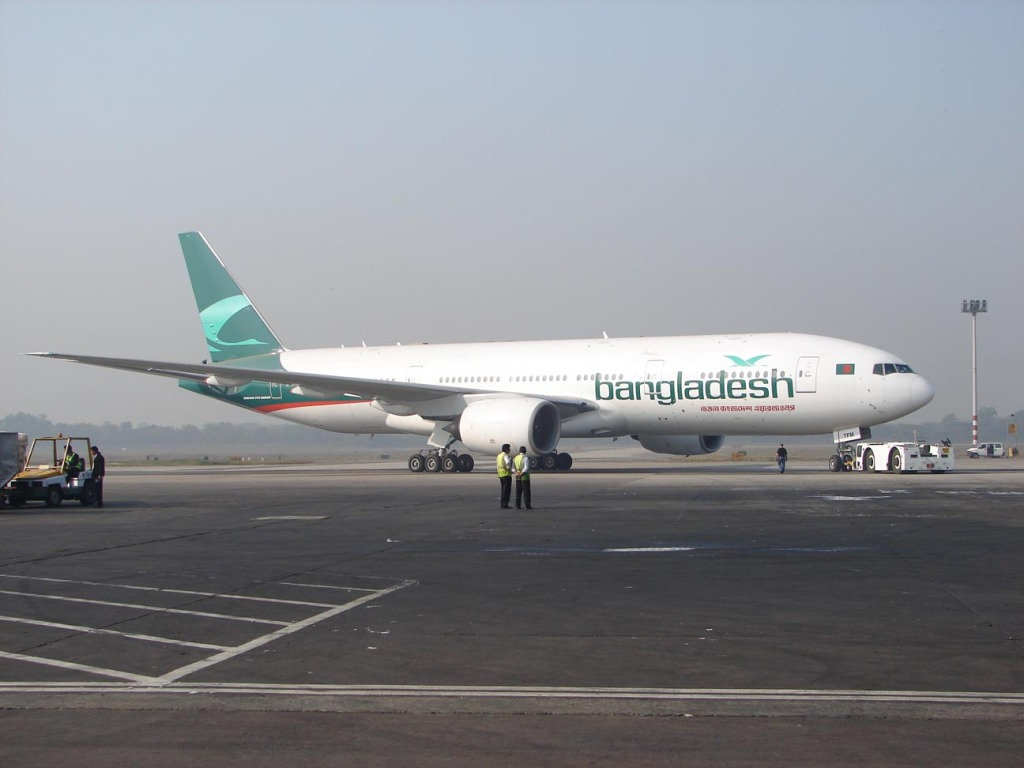
Boeing 777-200ER EuroAtlantic Airways в ливрее Biman Bangladesh Airlines в Международном аэропорту Дакка

EuroAtlantic Airways — Transportes Aéreos S.A., действующая как EuroAtlantic Airways — чартерная авиакомпания Португалии со штаб-квартирой в Лиссабоне, работающая на рынке пассажирских и грузовых авиаперевозок из Португалии в аэропорты Соединённых Штатов Америки, Канады, Мексики, Пакистана и Австралии, а также предоставляющая услуги по сдаче самолётов в аренду другим авиакомпаниям.
Портом приписки компании является лиссабонский Международный аэропорт Портела.

## История
Авиакомпания Air Zarco была образована 25 августа 1993 года, затем с 1997 года работала под другой торговой маркой (брендом) Air Madeira и, наконец, 17 мая 2000 года очередной раз изменила своё официальное название на EuroAtlantic Airways — Transportes Aéreos S.A.. Компания имеет сертификат эксплуатанта по главе 129 правил Федерального управления гражданской авиации США (FAR129), позволяющий иностранному авиаперевозчику совершать пассажирские перевозки в аэропорты США, и сертификат JAR OPS1 Европейского агентства гражданской авиации о соответствии эксплуатанта европейским требованиям. EuroAtlantic Airways имеет постоянное партнёрское соглашение с национальным авиаперевозчиком Португалии TAP Portugal.
По итогам 2005 года оборот авиакомпании EuroAtlantic Airways составил 109 миллионов евро, а чистая прибыль за год сложилась в размере 5,9 миллионов евро.
В собственности EuroAtlantic Airways находится 38 % акций флагманского авиаперевозчика Сан-Томе и Принсипи STP Airways, первый рейс которой в аэропорт Лиссабона был совершён на самолёте Boeing 767 компании EuroAtlantic Airways. 45 процентов собственности самой авиакомпании принадлежит люксембургской корпорации Quanlux, 25 % — частному инвестору Томасу Хулио Тейхейра Метелло, 20 % — люксембургской компании Anglotel и 10 % — бизнесмену Даниэлю Шадрину Метелло. По состоянию на март 2007 года в штате авиакомпании работало 239 человек.
В 2009 году EuroAtlantic Airways подписала договор мокрого лизинга на работу двух дальнемагистральных самолётов Boeing 777-200ER под брендом национальной авиакомпании Бангладеш Biman Bangladesh Airlines.

## Флот
По состоянию на апрель 2023 года флот EuroAtlantic Airways состоит из следующих самолётов, средний возраст которых составляет 20,8 года:
| Тип самолета   | Количество | Заказано | Число мест |
| -------------- | ---------- | -------- | ---------- |
| Boeing 767-300 | 3          | 0        | Y309,Y267  |
| Boeing 777-200 | 3          | 0        | C30W24Y239 |
| Итого          | 6          | 0        |            |

Ранее EuroAtlantic Airways эксплуатировало Lockheed L-1011, Boeing 757-200, Boeing 737 - 300, Boeing 737-800.